# Брусилівська вулиця
Бруси́лівська ву́лиця — вулиця у Святошинському районі міста Києва, місцевість Новобіличі. Пролягає від вулиці Олега Мудрака до Клавдіївської вулиці.
Прилучається вулиця Рахманінова.

## Історія
Вулиця виникла у 1950-ті роки під назвою 403-а Нова. Сучасна назва — з 1953 року, на честь селища міського типу Брусилів.

## Установи та заклади
У будинку № 28/33 розташована церква християн віри євангельскої «Ковчег».